# Nashorn (движок JavaScript)
Nashorn — движок JavaScript, разрабатываемый полностью на языке программирования Java компанией Oracle. Основан на Da Vinci Machine (JSR 292) и доступен в составе Java 8.
Проект был впервые анонсирован на JVM саммите в июле 2011 года, а позже подтверждён на конференции JavaOne в октябре 2011 года.
21 ноября 2012 года Oracle официально объявила о начале открытия исходного кода и миграции в репозиторий OpenJDK. Целью проекта является предоставление возможности встраивания JavaScript в приложения, написанные на языке программирования Java в соответствии с JSR-223 и разработки standalone-приложений на JavaScript. 21 декабря 2012 года Oracle открыла исходный код Nashorn в репозитории OpenJDK.

## Этимология
Nashorn [ˈnaːsˌhɔɐ̯n] ("nahss-horn") это немецкий перевод слова "rhinoceros", игра слов с использованием слова Rhino, названия движка JavaScript, реализованного на Java и поддерживаемого компанией Mozilla Foundation. Rhino, в свою очередь, получил название в честь животного, изображённого на обложке книги о JavaScript, выпущенной издательством O'Reilly Media.